# ガヴァン・マコーマック
ガヴァン・マコーマック（Gavan McCormack、1937年 - ）は、オーストラリアの歴史学者。オーストラリア国立大学名誉教授。専門は、東アジア現代史、チュチェ思想、日本近現代史。ギャヴァン・マコーマックとも表記。

## 来歴・人物
メルボルン大学卒業後、ロンドン大学で博士号取得。リーズ大学、ラトローブ大学、アデレード大学で教鞭をとった後、1990年からオーストラリア国立大学太平洋アジア研究学院歴史学科教授。現在、同大学名誉教授。その間、神戸大学、京都大学、立命館大学、筑波大学、国際基督教大学の客員教授を務めた。
1983年に出版された自著では、朝鮮戦争の開戦経緯について、北朝鮮の戦争計画に基づく先制攻撃であることを否定し、当時アメリカ合衆国が代理戦争を欲していたことこそが原因であり、誰が先に攻撃したかなどということは問題ではないと主張している。
2004年の自著『Target North Korea』では、北朝鮮の核兵器計画を支持し、日本がそれを妨害していると非難した。

## 評価
木村幹は、マコーマックはブルース・カミングスと同じ歴史修正主義の立場を取る人物であると評している。
木村幹は、カミングスが地道な調査から発掘した一次資料から強引ではあるが、自らの主張を裏付けているのとは対照的に、マコーマックの朝鮮戦争研究は、1983年のマコーマックの著書『侵略の舞台裏――朝鮮戦争の真実』と和田春樹と朴明林（延世大学）の研究を「接木」したものに過ぎないとして、具体的な問題点として、李承晩を「アメリカの傀儡」としているが、見落としていることを以下挙げている。
- 解放後のあらゆる政権構想で受け皿として李承晩が常に第一位に掲げられていた
- 北朝鮮軍のソウル占領後も韓国で李承晩を打倒する蜂起が起らなかった

これらを見落とした結果、「アメリカや国連を非難することに急である余り、複雑な社会や人々の思惑が単純化」してしまい、「現実の重要な部分の多くが無視」されていると評している。
木村幹は、マコーマックの韓国・北朝鮮知識は、国際的水準からすると「完全に古くなってしまっている」として、マコーマックは学位論文では張作霖を研究、1970年代は日本の経済侵略を批判、1980年代はアメリカの朝鮮戦争責任を批判するなど特定の地域や研究をする専門家ではなく、時事的な論争に意見する東アジアウォッチャーと評している。また「2003年に北朝鮮との戦争の脅威がせまっているのではないか」という理由で書かれたマコーマックの著書『北朝鮮をどう考えるのか』（平凡社、2004年）は、北朝鮮に対する融和路線を支えるステレオタイプな北朝鮮像を作為した最初から結果ありきのものに過ぎず、1980年代と同じく「『何時もの相手』に対して歴史的修正主義という『何時もの議論』をもってしただけだ、と考えているのかもしれない」が、そのようなステレオタイプの北朝鮮像を作為したところで、本当の北朝鮮や取り巻く問題の解決策はみえず、さらに、改革開放により北朝鮮を変化・発展へ導けると断言しているが、北朝鮮経済は破綻しており、韓国と絶望的に格差が拡大しているため、改革開放による体制の民主化と人々の自由化によって、北朝鮮が国家として纏まり、国民を困窮に留まらせるのは至難であり、それ故改革開放は北朝鮮を崩壊へと導き、北朝鮮がそのような危険な選択肢を取ることはないと評している。
木村幹によると、マコーマックは、北朝鮮による拉致被害者家族連絡会を「高度に政治的意図を持つグループ」と批判している。また、2002年10月に拉致被害者5人の一時帰国後、一時帰国した拉致被害者を「北朝鮮へ帰す」ことを拒否した日本政府を「約束違反」と非難している北朝鮮を「人間への同情が表現されている」と評している。これについて木村は、認識の齟齬を控えめにみても、そのような批判は「レッテル張り」「バランスは大きく崩れている」と評している。木村は、日本人にとって拉致は大きな悲劇であり許し難いのは、拉致被害者の同胞であるから共感するためであり、外部の人間（マコーマック）にとっては、残念ながら「ひとごと」であるため違ってみえており、日本人はその事実を認識したうえで、外部の人間から学ぶべきことは学び、或いは外部の人間の認識を変えさせるべく説得する必要があることをマコーマックの主張からくみ取るべきと述べている。
重村智計はマコーマックを、カミングスとジョン・ハリディの歴史修正主義を超越する新歴史修正主義であり、「北朝鮮への理解をいまも主張する、革新系の学者」として、マコーマックの「朝鮮戦争を内戦と規定し、介入した米国と国連を批判」する朝鮮戦争観は「北朝鮮側に立ち北朝鮮を弁護しようとの意図がうかがえる」と述べている。

## 著書

### 単著
- Chang Tso-lin in Northeast China, 1911-1928: China, Japan, and the Manchurian Idea, (Stanford University Press, 1977).
- Cold War, Hot War: An Australian Perspective on the Korean War, (Hale & Iremonger, 1983).

鄭敬謨・金井和子訳『侵略の舞台裏――朝鮮戦争の真実』（シアレヒム社, 1990年）
- The Emptiness of Japanese Affluence, (M. E. Sharpe, 1996).

松居弘道・松村博訳『空虚な楽園――戦後日本の再検討』（みすず書房, 1998年）
- Target North Korea: Pushing North Korea to the Brink of Nuclear Catastrophe, (Nation Books, 2004).

吉永ふさ子訳『北朝鮮をどう考えるのか――冷戦のトラウマを越えて』（平凡社, 2004年）
- Client State: Japan in the American Embrace, (Verso, 2007).

新田準訳『属国――米国の抱擁とアジアでの孤立』（凱風社, 2008年）

### 共著
- Japanese Imperialism Today: "Co-Prosperity in Greater East Asia", with Jon Halliday, (Penguin, 1973).

『日本の衝撃――甦える帝国主義と経済侵略』林理介訳（実業之日本社, 1973年）
- Korea since 1850, with Stewart Lone, (St. Martin's Press, 1993).
- Resistant Islands: Okinawa Confronts Japan and the United States (Asia/Pacific/Perspe... by Gavan McCormack and Satoko Oka Norimatsu (Jul 20, 2012).

乗松聡子共著『沖縄の〈怒〉: 日米への抵抗』（法律文化社, 2013年）
- ジョン・ダワー共著『転換期の日本へ―「パックス・アメリカーナ」か「パックス・アジア」か』明田川融・吉永ふさ子訳（NHK出版新書, 2014年）、日本版オリジナル

### 編著
- Bonsai Australia Banzai: Multifunctionpolis and the Making of a Special Relationship with Japan, (Pluto Press Australia, 1991).

### 共編著
- Crisis in Korea, co-edited with John Gittings, (Bertrand Russell Peace Foundation for Spokesman Books, 1977).
- Korea, North and South: the Deepening Crisis, co-edited with Mark Selden, (Monthly Review Press, 1978).

伊藤一彦ほか訳『朝鮮はどうなっているか』（三一書房, 1980年）
- Democracy in Contemporary Japan, co-edited with Yoshio Sugimoto, (M. E. Sharpe, 1986).
- Japanese Society: Ins and Outs in Showa 60, co-edited with Yoshio Sugimoto, (Japanese Studies Centre, 1986).
- The Japanese Trajectory: Modernization and Beyond, co-edited with Yoshio Sugimoto, (Cambridge University Press, 1988).
- The Burma-Thailand Railway: Memory and History, co-edited with Hank Nelson, (Allen & Unwin, 1993).

『泰緬鉄道と日本の戦争責任――捕虜とロームシャと朝鮮人と』（明石書店, 1994年）
- （佐々木雅幸・青木秀和）『共生時代の日本とオーストラリア――日本の開発主義とオーストラリア多機能都市』（明石書店, 1993年）
- （西川長夫・渡辺公三）『多文化主義・多言語主義の現在――カナダ・オーストラリア・そして日本』（人文書院, 1997年）
- Japan's Contested Constitution: Documents and Analysis, co-edited with Glenn D. Hook, (Routledge, 2001).
- （郭南燕）『小笠原諸島――アジア太平洋から見た環境文化』（平凡社, 2005年）